# Håby församling
Håby församling var en församling i Göteborgs stift i  Munkedals kommun. Församlingen uppgick 2006 i Foss församling.

## Administrativ historik
Församlingen har medeltida ursprung.
Församlingen var till 1968 annexförsamling i pastoratet Foss och Håby som till 1 maj 1921 även omfattade Svarteborgs församling. Från 1968 till 2006 var församlingen annexförsamling i pastoratet Foss, Håby och Valbo-Ryr. Församlingen uppgick 2006 i Foss församling.

## Kyrkor
- Håby kyrka